# هشام مصباح

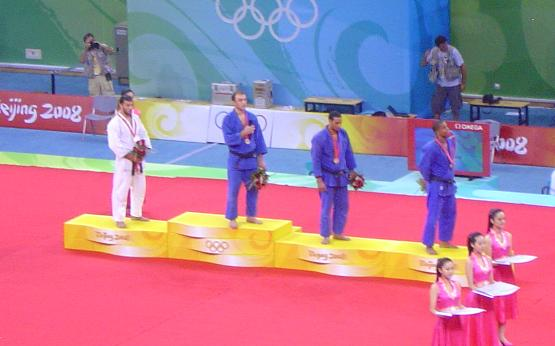
هشام مصباح

هشام مصباح (عربی: هشام مصباح؛ زادهٔ ۱۷ مارس ۱۹۸۲) ورزشکار جودو اهل مصر است.
وی در مسابقات کشوری و بین‌المللی در مجموع برندهٔ ۱ مدال طلا، ۲ مدال برنز شده‌است.